# Сотникова, Ольга Дмитриевна
Ольга Дмитриевна Сотникова (девичья фамилия: Поршонок; род. 1921 ум. 2000) — советский офицер-танкист, участница Великой Отечественной войны. В годы войны прошла путь от шофёра санитарной машины до заместителя командира роты тяжёлых танков по технической части ИС-122 112-го отдельного гвардейского тяжёлого танкового полка (67-й отдельной гвардейской танковой бригады). Гвардии младший техник-лейтенант.

## Биография
Родилась в 1921 году в Краснодаре. Русская.
До войны Оля Поршонок жила в Ленинграде, на Выборгской стороне. Окончила курсы шофёров, техникум.
В РККА с 23 июня 1941 года (призвана Фрунзенским РВК города Ленинграда). На фронте с 26 июня в составе 3-й Ленинградской дивизии народного ополчения. Затем стала водителем автомобиля.
2 мая 1942 года была тяжело ранена под Ленинградом и находилась на излечении в госпитале до 17 ноября. В дальнейшем участвовала в Сталинградской битве, в боях за Курск, Орёл, освобождала Белоруссию.
В период с 3 по 22 декабря 1942 года шофёр санитарной бригады 85-й отдельной танковой бригады 2-й гвардейской армии Сталинградского фронта красноармеец О. Д. Поршонок работала на передовой в районе сёл Похлебино, Нижнее Яблочное и колхоза «8-е марта» Сталинградской области. Вывезла с поля боя на своей машине 85 раненых бойцов и командиров, «проявив чуткость и внимательность к раненым.» Награждена орденом Красной Звезды (23 декабря 1942).
Продолжила службу в 231-м отдельном танковом полку, сформированном 10 января 1943 года на базе 85-й танковой бригады. В июле 1943 года в ходе Курской битвы в боях у села Подмаслово (ныне Залегощенского района Орловской области) под огнём противника оказывала первую помощь раненым и вывозила их в тыл. Спасла жизнь 37 солдатам и офицерам. Награждена орденом Отечественной войны II степени (5 августа 1943).
Окончив танковое училище, младший техник-лейтенант пересела на танк, став механиком-водителем танка. Несколько раз горела в своей боевой машине. В одном из боевых эпизодов танкистка Ольга Паршонок по заданию командования, рискуя жизнью, трижды переправляла разведчиков через линию фронта.
В боях на подступах к Гомелю (Беларусь) 231-й танковый полк одним из первых в танковых войсках применил ночную танковую атаку с зажжёнными фарами. Вместе с командиром роты И. Власенко Ольга Паршонок первой ворвалась в Гомель и держалась в течение полутора часов до подхода основных сил полка.
С 14 апреля 1945 года — заместитель командира роты тяжёлых танков ИС-122 112-го отдельного гвардейского тяжёлого танкового полка 67-й отдельной гвардейской танковой бригады. Гвардии младший техник-лейтенант О. Д. Поршонок участвовала в прорыве немецкой обороны на западном берегу реки Одер (Германия). Несмотря на сильный артиллерийский и миномётный огонь, ремонтировала подбитые танки прямо на поле боя, стараясь добиться участия максимального числа советских боевых машин в бою.

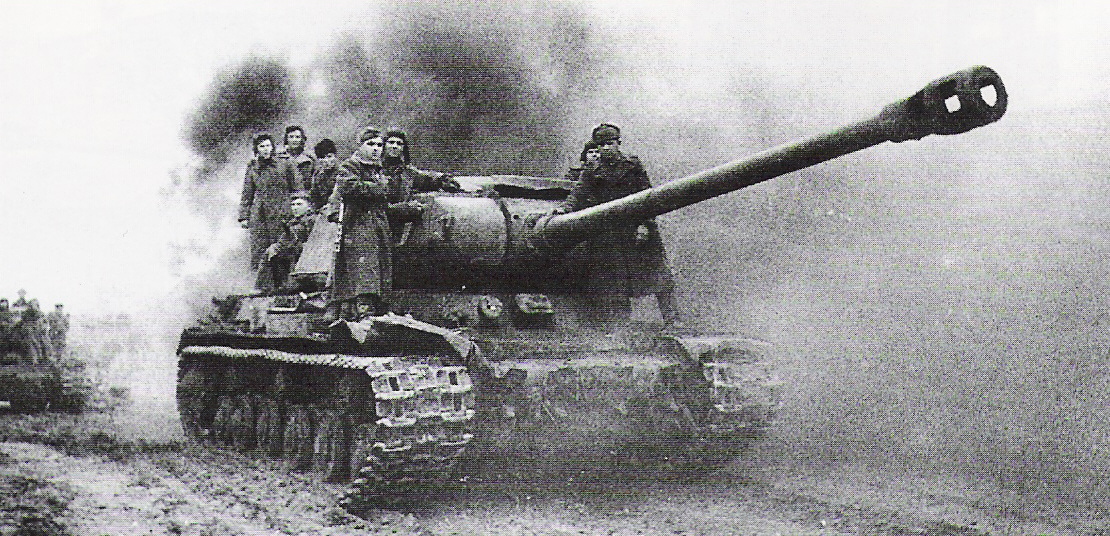
Тяжёлый танк ИС-122 (ИС-2) на марше

В районе Цехин (Бранденбург, Германия) она лично села в танк и повела его в атаку. В составе экипажа уничтожила 5 солдат с фаустпатронами, 8 пулемётных точек, два полевых орудия, три миномёта и до 30 солдат и офицеров-противника. Во время атаки в районе Грунов она заметила, как загорелся один из танков полка. Бросившись к нему, чтобы затушить горящую машину, была контужена разорвавшимся рядом снарядом противника. При этом также был ранен один из танкистов. Превозмогая боль, взяла раненого на спину и вынесла его с поля боя.
В ходе штурма Берлина на её счету — два восстановленных танка. За апрельские бои Берлинской операции награждена вторым орденом Красной Звезды (6 мая 1945).
Закончив войну в Берлине, расписалась на рейхстаге: «Я — ленинградка!»
Вскоре вышла замуж за сибиряка Василия Сотникова, с которым познакомилась ещё на войне. Переехали на родину мужа в Алтайский край. В их семье родились три дочери, есть внуки.
Живёт в Барнауле (Алтайский край), работала в сборочном цехе на механическом заводе, ударник коммунистического труда, награждена орденами Ленина и Трудового Красного Знамени. В 1970-е годы на заводе была учреждена премия её имени.
Автор мемуаров «Шумели грозы». Личные документы О. Д. Сотниковой хранятся в Алтайском краевом краеведческом музее.

## Награды и звания
Советские государственные награды:
- орден Ленина[3]
- орден Трудового Красного Знамени[3]
- два ордена Отечественной войны II степени (5 августа 1943[6], 23 декабря 1985[10])
- два ордена Красной Звезды (23 декабря 1942[5], 6 мая 1945[4])
- медали